# 5070 Arai
5070 Arai è un asteroide della fascia principale del diametro medio di circa 28,47 km. Scoperto nel 1991, presenta un'orbita caratterizzata da un semiasse maggiore pari a 3,1050109 UA e da un'eccentricità di 0,0723027, inclinata di 6,03392° rispetto all'eclittica.